# Irlandia na Halowych Mistrzostwach Świata w Lekkoatletyce 2010
Reprezentacja Irlandii podczas halowych mistrzostw świata 2010 liczyła 14 zawodników. Początkowo w składzie znajdowała się także płotkarka Derval O’Rourke, złota medalistka halowych mistrzostw świata z 2006, która ostatecznie wycofała się z zawodów z powodu kontuzji.

## Mężczyźni
- Bieg na 400 m
  - David Gillick
  - Brian Gregan

- Bieg na 800 m
  - David McCarthy

- Sztafeta 4 x 400 m
  - David Gillick, Brian Gregan, David McCarthy, Nick Hogan, Brian Murphy, Billy Ryan, Tim Crowe

## Kobiety
- Bieg na 60 m
  - Claire Brady

- Bieg na 1500 m
  - Kelly McNeice
  - Rose-Anne Galligan

- Bieg na 3000 m
  - Deirdre Byrne
  - Hazel Murphy

- Skok wzwyż
  - Deirdre Ryan

- Skok w dal
  - Kelly Proper